# Pinky, Elmyra & der Brain
Pinky, Elmyra & der Brain (engl.: Pinky, Elmyra & the Brain) ist eine US-amerikanische Zeichentrickserie von Warner Bros., die sich an die Serie Pinky und der Brain anschließt.

## Inhalt
Seitdem das ACME Laborations-Gebäude in die Luft geflogen ist, suchten sich Pinky und Brain ein neues Heim. Dann fanden sich die Mäuse als Haustiere von Elmyra Duff wieder, die bereits in Tiny Toons und Animaniacs aufgetreten ist. Sie versuchen jetzt nicht nur, die Weltherrschaft an sich zu reißen, sondern auch aus dem Terror der Achtjährigen zu fliehen. Dann funkt aber auch manchmal Rudi dazwischen, der Pinky und Brain an seine Schlange Tank verfüttern will.

## Charaktere
Brain
Brain will die Weltherrschaft an sich reißen, muss sich aber leider mit Elmyra Duff streiten.
Pinky
Pinky fühlt sich bei dem Terror eigentlich ganz wohl, aber er ist ja dümmlich.
Elmyra Duff
Elmyra mag Pinky und weniger Brain. Sie ist in Rudi verliebt.
Rudi
Rudi will Pinky und Brain an Tank verfüttern. Er mag Dynamit.

## Produktion und Veröffentlichung
Die Serie wurde 1998 unter der Regie von Nelson Recinos, Bob Davies und Russell Calabrese von Warner Bros. Television Animation produziert. Die Musik komponierten Julie Bernstein, Tim Kelly und Richard Stone. Die Erstausstrahlung erfolgte vom 19. September 1998 bis April 1999 bei The WB Television Network.
Die deutsche Erstausstrahlung fand bei ProSieben vom 5. März bis zum 4. Juni 2000 statt. Die Serie wurde unter anderem auch ins Russische, Niederländische, Portugiesische und Spanische übersetzt.

## Synchronisation
| Charakter    | Englischer Sprecher | Deutscher Sprecher |
| ------------ | ------------------- | ------------------ |
| Pinky        | Rob Paulsen         | Uwe Büschken       |
| Brain        | Maurice LaMarche    | Jan Spitzer        |
| Elmyra Duff  | Cree Summer         | Dorette Hugo       |
| Rudy Mookich | Nancy Cartwright    |                    |